# Saboura
Saboura est une localité du Cameroun située dans la commune de Blangoua, le département du Logone-et-Chari et la Région de l'Extrême-Nord, à proximité de la frontière avec le Tchad et du lac Tchad.

## Population
Lors du recensement de 2005, Saboura I comptait 420 habitants et Saboura II en comptait 396.
En 2011, un diagnostic participatif a dénombré 371 personnes à Saboura, sans faire la distinction entre les deux.